# Helavadites gibbidorsum
Helavadites gibbidorsum är en skalbaggsart som först beskrevs av Schmidt 1893.  Helavadites gibbidorsum ingår i släktet Helavadites och familjen stumpbaggar. Inga underarter finns listade i Catalogue of Life.